# Typologie koalic
Poměrný volební systém, který je využíván například i v České republice, politické straně se ziskem nejvyššího počtu mandátů v zastupitelském orgánu automaticky nezaručuje, že bude moci sestavit vládu, případně ustavit radu obce či kraje. V takovém případě mají političtí aktéři možnost pokusit se vytvořit jednobarevnou menšinovou vládu nebo přistoupit ke koaliční dohodě s dalšími politickými subjekty. Pro české prostředí je typická snaha o druhé řešení. Koaliční model je často využíván nejen na celostátní, ale i na krajské a obecní úrovni.

## Typologie koalic
Existuje několik možností, jak různé druhy koalic vzájemně odlišovat. Nejčastěji tak činíme v souvislosti s počtem stran, které je tvoří a také povahou jejich většiny v zastupitelském sboru. Na základě těchto kritérií tak většinou identifikujeme minimálně vítězné nebo nadměrné (případně velké) koalice. Taková diferenciace ovšem poskytuje informaci pouze o míře soutěživosti systému, nedozvídáme se ovšem nic o stranách, které koalici tvoří.
Ideologickou blízkost a vzdálenost ve své typologii zohledňuje například politolog Stanislav Balík, který k tomuto účelu zavádí rozlišování tříd a typů koalic. Počet politických stran (případně počet mandátů) tvořících koalici, označuje pojmem třída, typ koalice pak vypovídá jednak o ideologické blízkosti či vzdálenosti mezi jednotlivými koaličními stranami, ale zároveň i o počtu participujících aktérů. Rozlišujeme dvě třídy koalic – minimální vítězné koalice a nadměrné koalice. Tyto třídy se pak pojí s několika typy koalic.
Na základě této typologie tak rozlišujeme:
1. Jednobarevné a menšinové exekutivy
2. Minimálně vítězné ideově propojené koalice
3. Minimálně vítězné ideově nepropojené koalice
4. Velké koalice
5. Nadměrné ideově propojené koalice
6. Nadměrné ideově nepropojené koalice
7. Široké koalice
8. Všestranické koalice[3]

## Třída: Minimálně vítězné koalice
Tento typ koalice bývá definován jakožto koalice skládající se přesně z takového počtu politických stran, které jsou nezbytně nutné k získání většiny v zastupitelském orgánu. Jiné definice na ně pohlížejí z hlediska počtu mandátů. Popisují je tak jako koalice, které jsou složeny z takového počtu stran, který zajistí většinu mandátů a zároveň se na ní nepodílí žádná strana, jejíž mandáty již nejsou k zisku většiny potřebné.

### Typ: Minimálně vítězné ideově propojené koalice
Tento typ můžeme z hlediska teorie racionální volby považovat za nejlogičtější řešení. Příkladem takového typu koalice může být spolupráce stran ODS a TOP 09, které mají nejtěsnější většinu hlasů.

### Typ: Minimálně vítězné ideově nepropojené koalice
Takový typ koalice je tvořen stranami z opačných konců politického spektra a zároveň mimo koalici zůstává alespoň jeden středový subjekt. Příkladem může být koaliční spolupráce ODS a ČSSD.

## Třída: Nadměrné koalice
Základním rysem nadměrných koalic je to, že součástí koalice je alespoň jeden politický subjekt z hlediska počtu mandátů „nadbytečný“. I bez přítomnosti takového subjektu by totiž koalice disponovala většinou mandátů.

### Typ: Nadměrné ideově propojené koalice
Součástí tohoto typu koalic je vždy alespoň jedná "nadbytečná" politická strana, přičemž všechny tyto strany jsou si z ideologického pohledu blízké.

### Typ: Nadměrné ideově nepropojené koalice
Toto koaliční uspořádání je spíše výjimečné. Pokud však nastane, musí být v opozici více než jeden politický subjekt. Vzhledem k ideologické vzdálenosti stran by se totiž jednalo o situaci, která by indikovala spíše širokou či velkou koalici.

### Typ: Široké koalice
Lze se setkat také s termínem duhová koalice. Na tomto typu koalice se podílejí téměř všechny relevantní politické strany daného stranického systému. Koalice je složena z více než dvou ideově nepropojených stran a zároveň je jich více, než je pro zisk většiny mandátů nutné. V opozici pak zůstává pouze jeden relevantní politický subjekt.

### Typ: Všestranické koalice
O všestranické koalici mluvíme v případě, že je složena ze všech relevantních politických stran.

## Velké koalice
Pouze velké koalice můžeme řadit k minimálně vítězným i nadměrným koalicím. Termínem velká koalice obvykle označujeme spolupráci dvou stran, které stranickému systému dominují, přičemž tyto subjekty jsou ideologickými protipóly. Paradoxem je, že často vznikají i za situace, kdy by bylo možné vytvořit minimálně vítěznou ideově propojenou koalici (tato možnost ovšem většinou není možná kvůli osobním antipatiím). V opozici pak zůstávají minimálně dvě relevantní strany, které jsou ideově nesourodé. Velká koalice většinou bývá dvoučlenná, není to však nutnou podmínkou.